# 罗饶·米克罗斯
罗饶·米克罗斯（匈牙利語：Rózsa Miklós，1907年4月18日—1995年7月27日），美籍匈牙利作曲家。从小学习钢琴和小提琴，并喜爱当地民歌。后来他到莱比锡学习音乐，并创作了最初的一些作品。1932年移居巴黎，开始创作电影配乐，1939年到美国，成为好莱坞的重要电影音乐作曲家，曾屡次获奥斯卡金像奖。罗饶的创作风格比较传统，音乐色彩绚烂，配器丰富，常具有匈牙利民族风情，颇为世人喜爱。